# Cabo Cervera
Cabo Cervera är en udde i Spanien.   Den ligger i provinsen Provincia de Alicante och regionen Valencia, i den sydöstra delen av landet, 400 km sydost om huvudstaden Madrid.
Terrängen inåt land är platt. Havet är nära Cabo Cervera österut.  Närmaste större samhälle är Torrevieja, 3,9 km sydväst om Cabo Cervera. 